# Partito Comunista di Israele
Il Partito Comunista di Israele, noto con la sigla Maki (in ebraico: מק"י, acronimo per HaMiflega HaKomunistit HaYisraelit; ebraico: המפלגה הקומוניסטית הישראלית, in arabo: الحزب الشيوعي الاسرائيلي, Al-Ḥizb ash-Shiū`ī al-'Isrā'īlī) è un partito politico comunista israeliano ed è parte di un'alleanza politica conosciuta come Hadash, costituita assieme alle Pantere Nere israeliane. Era originariamente noto come Rakah (רק"ח, acronimo per Reshima Komunistit Hadasha in ebraico רשימה קומוניסטית חדשה, lett. "Nuova Lista Comunista"), ma non è lo stesso partito dell'originale Maki, da cui si scisse negli anni sessanta.

## Storia
Rakah viene fondato il 1º settembre 1965 in seguito a divisioni interne al Maki. Esso, l'allora Partito Comunista Israeliano, vide una divisione tra l'ampia fazione ebraica guidata da Moshe Sneh, che riconosceva il diritto all'esistenza di Israele ed era critica nei confronti delle posizioni sempre più anti-israeliane dell'Unione Sovietica e un'altra fazione araba, crescentemente anti-sionista. Ne derivò che la fazione pro-palestinese (che contava Emile Habibi, Tawfik Toubi e Meir Vilner) lasciò il partito e fondò Rakah che l'Unione Sovietica riconobbe come partito comunista "ufficiale". Venne riportato nei media sovietici che il gruppo Mikunis-Sneh aveva disertato per il campo nazionalista e borghese.
Le elezioni del 1965 videro Rakah conquistare tre seggi, battendo il Maki che scese a uno solo. L'opposizione di Rakah al sionismo ed alla guerra dei sei giorni comportò la loro esclusione dal governo di unità nazionale della sesta Knesset. Alle elezioni del 1969 Rakah riconfermò i tre seggi ed a quelle del 1973 vide una crescita dei consensi ottenendo quattro seggi.
Prima delle elezioni del 1977 il partito si unì ad alcuni marginali partiti arabi di sinistra, tra cui alcuni membri delle Pantere Nere Israeliane formando Hadash. Hadash significa "nuovo" in ebraico, una possibile allusione al nome di Rakah; è anche un acronimo ebraico per "Fronte Democratico per la Pace e l'Eguaglianza. Nel mentre, il vecchio Maki era scomparso confluendo nel Ratz nel 1981. Nel 1989, i membri di Rakah decisero di cambiare il nome del partito in Maki per riflettere il loro essere l'unico partito comunista ufficiale in Israele. Il partito rimane ancor oggi la forza guida dell'Hadash, e possiede il quotidiano Al-Ittihad.